# Disophrys cramptoni
Disophrys cramptoni är en stekelart som beskrevs av Charles Thomas Brues och Richardson 1913. Disophrys cramptoni ingår i släktet Disophrys och familjen bracksteklar. Inga underarter finns listade i Catalogue of Life.